# Grażyna Auguścik
Grażyna Auguścik (* 17. August 1955 in Słupsk) ist eine polnische Jazzmusikerin (Gesang, Komposition).

## Wirken
Auguścik absolvierte die Musikschule ihrer Heimatstadt, wo sie klassische Gitarre studierte. Dann nahm sie in Krakau und Warschau privaten Gesangunterricht. 1977 trat sie zuerst öffentlich auf. 1988 zog sie in die Vereinigten Staaten, wo sie ihre Studien am Berklee College of Music 1992 abschloss.
Zunächst trat sie mit Michał Urbaniak und Urszula Dudziak auf, dann auch mit Jim Hall, Michael Brecker, Randy Brecker, John Medeski, Leni Stern, Rachel Z, Paul Wertico,  Bobby Enriquez, Terry Callier, John McLean, Kurt Rosenwinkel, Dawid Lubowicz und Robert Irving III. Sie ist auch auf Alben von Patricia Barber, Fernando Huergo/Jacques Schwarz-Bart/Luciana Souza sowie der Cracow Klezmer Band und auf gemeinsamen Produktionen mit Włodzimierz Kiniorski und mit Urszula Dudziak zu hören. Mit John McLean, Zach Brock und Jim Gailloreto u. a. fanden 2004 die Aufnahmen zu Better Angels statt. 2012 veröffentlichte sie mit Man Behind the Sun ein Memorial-Album mit Songs von Nick Drake.
Für das Magazin Jazz Forum war sie 2002, 2003, 2004 und 2006 die beste Jazz-Vokalistin.

## Diskographische Hinweise
- Sunrise Sunset (Polskie Nagrania Muza, 1988)
- Don't Let Me Go (1996)
- To i Hola (2000; mit Urszula Dudziak)
- River (2001)
- PastForward (2003)
- The Light (2005)
- Lulajże (The Lullaby for Jesus) (2005)
- Better Angels (2007 mit John McLean)
- Andança (2008; mit Paulinho Garcia)
- Personal Selection (2011)
- The Beatles Nova (2011)
- Orchestar – Inspired by Lutosławski (2014)